# Савез комуниста Босне и Херцеговине
Савез комуниста Босне и Херцеговине (скраћено СК БиХ) био је друштвено-политичка организација, која је од 1948. до 1991. деловала у Социјалистичкој Републици Босни и Херцеговини, као републичка организација Савеза комуниста Југославије (СКЈ).  
Основан је 1. новембра 1948. под називом Комунистичка партија Босне и Херцеговине (КП БиХ) од дотадашњег Покрајинског комитета КПЈ за Босну и Херцеговину, који је од оснивања КП Југославије деловао на подручју Босне и Херцеговине. У току Другог светског рата, 1941—1945. организовао је и руководио Народноослободилачком борбом у Босни и Херцеговини, током које је дошао на власт.   
Одлукама Шестог конгреса КПЈ, новембра 1952. преименован је у Савез комуниста Босне и Херцеговине. Након прекида 14. конгреса и распада СКЈ, 14. јула 1990. променио је назив у Савез комуниста Босне и Херцеговине — Социјалистичка демократска партија (СК БиХ—СДП). На Једанаестом конгресу 23. фебруара 1991. из свог назива је избрисао реч Савез комуниста и од тада се звао Социјалистичка демократска партија. Нова странка овај назив је носила до 27. децембра 1992. када је преименована у Социјалдемократска партија Босне и Херцеговине (СДП БиХ), која данас представља правног наследника СК БиХ. 
Од краја Другог светског рата, 1945. до почетка распада Југославије, 1990. био је водећа друштвено-политичка организација у Босни и Херцеговини и имао апсолутну власт. На првим вишепартијским изборима у Босни и Херцеговини, одржаним новембра 1990. освојио је 12% гласова, односно 15 (од 130) посланичких места и након 45 година изгубио власт.

## Конгреси и конференције

### Конференције ПК КПЈ за Босну и Херцеговину
- Прва покрајинска конференција КПЈ за Босну и Херцеговину — одржана у лето 1927. у Сарајеву.[2]
- Друга покрајинска конференција КПЈ за Босну и Херцеговину — одржана 10. септембра 1928. у Сарајеву.[3]
- Трећа покрајинска конференција КПЈ за Босну и Херцеговину — одржана 2. октобра 1932. у Сарајеву.[4]
- Четврта покрајинска конференција КПЈ за Босну и Херцеговину — одржана крајем јула 1938. у Мостару.[5]
- Пета покрајинска конференција КПЈ за Босну и Херцеговину — одржана од 27. до 28. јула 1940. у Сарајеву.[6]

### Конгреси КП и СК Босне и Херцеговине
- Први (оснивачки) конгрес КП Босне и Херцеговине — одржан од 1. до 5. новембра 1948. у Сарајеву
- Други конгрес СК Босне и Херцеговине — одржан од 25. до 27. децембар 1954. у Сарајеву
- Трећи конгрес СК Босне и Херцеговине — одржан од 26. до 28. марта 1959. у Сарајеву
- Четврти конгрес СК Босне и Херцеговине — одржан од 2. до 5. марта 1965. у Сарајеву
- Пети конгрес СК Босне и Херцеговине — одржан од 9. до 11. јануара 1969. у Сарајеву
- Шести конгрес СК Босне и Херцеговине — одржан од 26. до 28. марта 1974. у Сарајеву
- Седми конгрес СК Босне и Херцеговине — одржан од 9. до 11. маја 1978. у Сарајеву
- Осми конгрес СК Босне и Херцеговине — одржан од 18. до 20. маја 1982. у Сарајеву
- Девети конгрес СК Босне и Херцеговине — одржан од 19. до 21. маја 1986. у Сарајеву
- Десети конгрес СК Босне и Херцеговине — одржан од 7. до 9. децембра 1989. у Сарајеву
- Једанаести конгрес СК Босне и Херцеговине — Социјалистичке демократске партије — одржан 23. фебруара 1991. у Сарајеву

## Лидери

### Лидери 1919—1948.
| Преглед руководећих личности Покрајинског комитета КПЈ за Босну и Херцеговину | Преглед руководећих личности Покрајинског комитета КПЈ за Босну и Херцеговину | Преглед руководећих личности Покрајинског комитета КПЈ за Босну и Херцеговину | Преглед руководећих личности Покрајинског комитета КПЈ за Босну и Херцеговину | Преглед руководећих личности Покрајинског комитета КПЈ за Босну и Херцеговину |
| име и презиме                                                                 | Почетак мандата                                                               | крај мандата                                                                  | напомена                                                                      | реф                                                                           |
| Секретари Покрајинског комитета КПЈ за Босни и Херцеговину                    | Секретари Покрајинског комитета КПЈ за Босни и Херцеговину                    | Секретари Покрајинског комитета КПЈ за Босни и Херцеговину                    | Секретари Покрајинског комитета КПЈ за Босни и Херцеговину                    | Секретари Покрајинског комитета КПЈ за Босни и Херцеговину                    |
| ----------------------------------------------------------------------------- | ----------------------------------------------------------------------------- | ----------------------------------------------------------------------------- | ----------------------------------------------------------------------------- | ----------------------------------------------------------------------------- |
| Мустафа Пашић                                                                 | август 1938.                                                                  | јун 1939.                                                                     |                                                                               | [ 7 ]                                                                         |
| Бориша Ковачевић                                                              | јун 1939.                                                                     | јул 1940.                                                                     |                                                                               |                                                                               |
| Иса Јовановић                                                                 | јул 1940.                                                                     | 8. јул 1943.                                                                  |                                                                               | [ 8 ]                                                                         |
| Ђуро Пуцар Стари                                                              | 12. јул 1943.                                                                 | 5. новембар 1948.                                                             |                                                                               | [ 9 ]                                                                         |

### Лидери 1948—1991.
| Преглед руководећих личности КП Босне и Херцеговине / СК Босне и Херцеговине | Преглед руководећих личности КП Босне и Херцеговине / СК Босне и Херцеговине | Преглед руководећих личности КП Босне и Херцеговине / СК Босне и Херцеговине | Преглед руководећих личности КП Босне и Херцеговине / СК Босне и Херцеговине | Преглед руководећих личности КП Босне и Херцеговине / СК Босне и Херцеговине | Преглед руководећих личности КП Босне и Херцеговине / СК Босне и Херцеговине |
| конгресни период                                                             | број                                                                         | име и презиме                                                                | назив функције                                                               | назив функције                                                               | напомена                                                                     |
| конгресни период                                                             | број                                                                         | име и презиме                                                                | почетак мандата                                                              | крај мандата                                                                 | напомена                                                                     |
| ---------------------------------------------------------------------------- | ---------------------------------------------------------------------------- | ---------------------------------------------------------------------------- | ---------------------------------------------------------------------------- | ---------------------------------------------------------------------------- | ---------------------------------------------------------------------------- |
| 1 конгрес КП БиХ 1948—1945.                                                  |                                                                              |                                                                              |                                                                              |                                                                              |                                                                              |
| 1                                                                            | Ђуро Пуцар Стари                                                             | секретар Централног комитета 1945—1966.                                      | секретар Централног комитета 1945—1966.                                      |                                                                              |                                                                              |
| 1                                                                            | Ђуро Пуцар Стари                                                             | 5. новембар 1948.                                                            | 27. децембар 1954.                                                           |                                                                              |                                                                              |
| 1                                                                            | Ђуро Пуцар Стари                                                             | 2 конгрес СК БиХ 1954—1959.                                                  | 27. децембар 1954.                                                           | 28. март 1959.                                                               |                                                                              |
| 1                                                                            | Ђуро Пуцар Стари                                                             | 3 конгрес СК БиХ 1959—1965.                                                  | 28. март 1959.                                                               | 5. март 1965.                                                                |                                                                              |
| 4 конгрес СК БиХ 1965—1969.                                                  | 2                                                                            | Цвијетин Мијатовић                                                           | 5. март 1965.                                                                | 14. новембар 1966.                                                           |                                                                              |
| 4 конгрес СК БиХ 1965—1969.                                                  | 2                                                                            | Цвијетин Мијатовић                                                           | председник Централног комитета 1966—1982.                                    |                                                                              |                                                                              |
| 4 конгрес СК БиХ 1965—1969.                                                  | 2                                                                            | Цвијетин Мијатовић                                                           | 14. новембар 1966.                                                           | 11. јануар 1969.                                                             |                                                                              |
| 5 конгрес СК БиХ 1969—1974.                                                  | 2                                                                            | Цвијетин Мијатовић                                                           | 11. јануар 1969.                                                             | 9. април 1969.                                                               |                                                                              |
| 5 конгрес СК БиХ 1969—1974.                                                  | 3                                                                            | Бранко Микулић                                                               | 9. април 1969.                                                               | 28. март 1974.                                                               |                                                                              |
| 6 конгрес СК БиХ 1974—1978.                                                  | 3                                                                            | Бранко Микулић                                                               | 28. март 1974.                                                               | 11. мај 1978.                                                                |                                                                              |
| 7 конгрес СК БиХ 1978—1982.                                                  | 4                                                                            | Никола Стојановић                                                            | 11. мај 1978.                                                                | 20. мај 1982.                                                                |                                                                              |
| 8 конгрес СК БиХ 1982—1986.                                                  | 5                                                                            | Хамдија Поздерац                                                             | председник Председништва Централног комитета 1982—1991.                      | председник Председништва Централног комитета 1982—1991.                      |                                                                              |
| 8 конгрес СК БиХ 1982—1986.                                                  | 5                                                                            | Хамдија Поздерац                                                             | 20. мај 1982.                                                                | 23. мај 1983.                                                                |                                                                              |
| 8 конгрес СК БиХ 1982—1986.                                                  | 5                                                                            | Хамдија Поздерац                                                             | 23. мај 1983.                                                                | 28. мај 1984.                                                                |                                                                              |
| 8 конгрес СК БиХ 1982—1986.                                                  | 6                                                                            | Мато Андрић                                                                  | 28. мај 1984.                                                                | 27. мај 1985.                                                                |                                                                              |
| 8 конгрес СК БиХ 1982—1986.                                                  | 6                                                                            | Мато Андрић                                                                  | 27. мај 1985.                                                                | 21. мај 1986.                                                                |                                                                              |
| 9 конгрес СК БиХ 1986—1989.                                                  | 7                                                                            | Милан Узелац                                                                 | 21. мај 1986.                                                                | 21. мај 1987.                                                                |                                                                              |
| 9 конгрес СК БиХ 1986—1989.                                                  | 7                                                                            | Милан Узелац                                                                 | 21. мај 1987.                                                                | 8. јул 1988.                                                                 |                                                                              |
| 9 конгрес СК БиХ 1986—1989.                                                  | 8                                                                            | Абдулах Мутапчић                                                             | 8. јул 1988.                                                                 | 29. јун 1989.                                                                |                                                                              |
| 9 конгрес СК БиХ 1986—1989.                                                  | 9                                                                            | Нијаз Дураковић                                                              | 29. јун 1989.                                                                | 9. децембар 1989.                                                            |                                                                              |
| 10 конгрес СК БиХ 1989—1991.                                                 | 9                                                                            | Нијаз Дураковић                                                              | 9. децембар 1989.                                                            | 23. фебруар 1991.                                                            |                                                                              |